# Campo (Blenio)

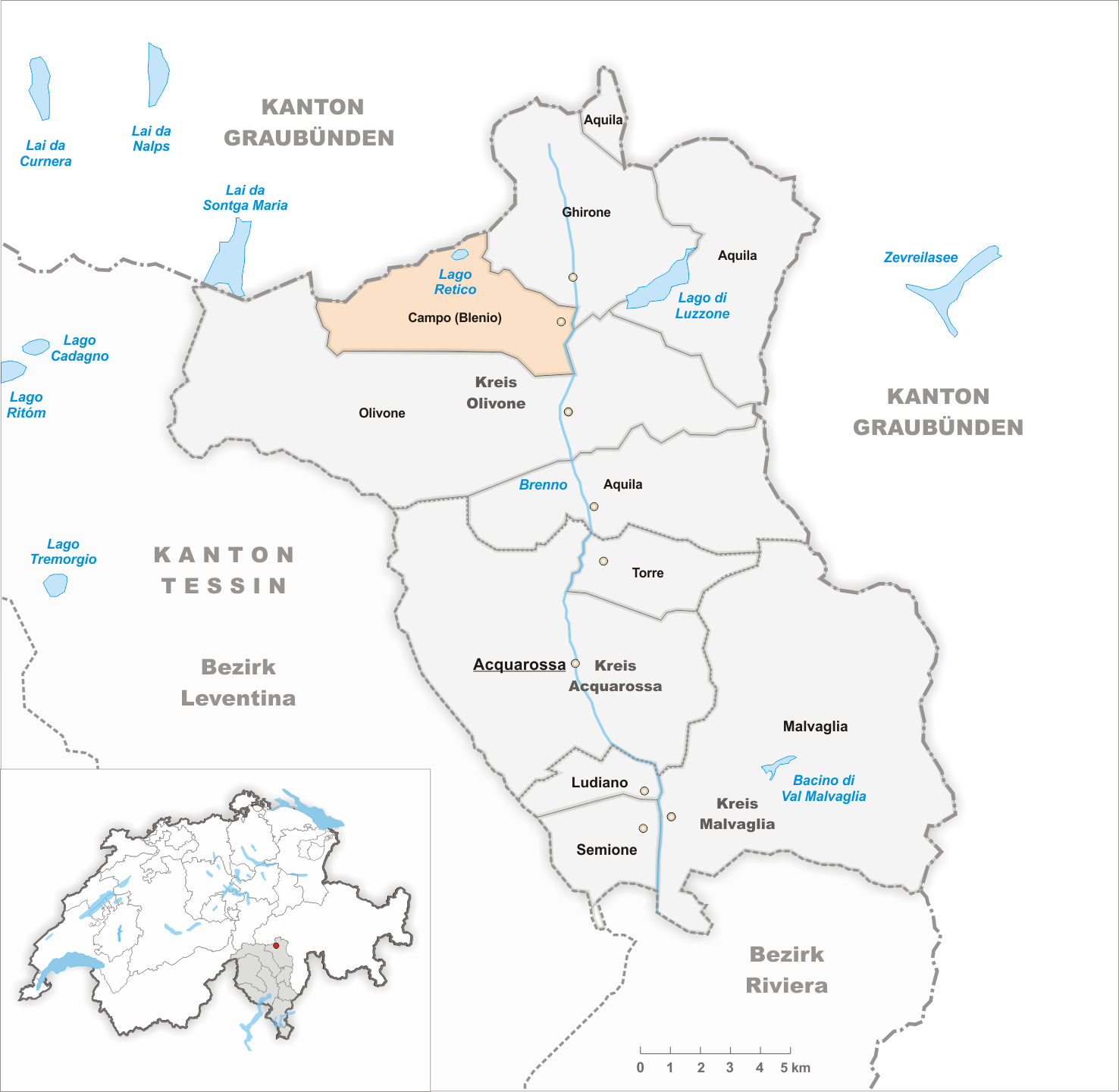
Gemeindestand vor der Fusion am 22. Oktober 2006

Campo (Blenio) ist eine Ortschaft und früher selbständige politische Gemeinde im Kreis Olivone, im Bezirk Blenio des Kantons Tessin in der Schweiz.

## Geographie
Das ehemalige Gemeindegebiet deckt sich weitgehend mit dem Val di Campo, einem rechten Seitental des oberen Bleniotals. Direkt an der Einmündung ins Haupttal am Flüsschen Fiume d’Orsàira liegt das kleine Haufendorf Campo, taleinwärts befinden sich die Weiler Pianchera, Carcarida und Orsàira. Im Talschluss erheben sich die Gipfel von Pizzo del Corvo (3015 m ü. M.) und La Bianca (2893 m ü. M.); über den Pass Cristallina (2399 m ü. M.) – am Lago Retico (2372 m ü. M.) vorbei – führt ein Saumweg zur Lukmanierroute im Bündner Oberland. Der Weiler Buttino befindet sich auf dem Gebiet von Campo Blenio.
Nachbargemeinden waren Ghirone und Olivone im Kanton Tessin sowie Medel (Lucmagn) im Kanton Graubünden.

## Geschichte
Eine erste Erwähnung findet das Dorf im Jahre 1205 unter dem damaligen Namen Campo. Schon im 12. Jahrhundert gehörte das Dorf zur allgemeinen Vicinia von Olivone, Campo und Largario. Heute besteht diese Vicinanza noch, die Trennungsgelüste blieben bis jetzt erfolglos. Die Kirche der heiligen Agathe wird 1225 erwähnt.
Die Eröffnung der neuen Strasse mit dem Töira-Tunnel 1958 (ursprünglich für den Bau des Luzzone-Staudamms errichtet) und die Inbetriebnahme eines Skilifts 1964 haben den Sommer- und Wintertourismus gefördert.
Die vom Kantonsparlament am 25. Januar 2005 beschlossene, ursprünglich per Frühjahr 2006 geplante Fusion der fünf Gemeinden des oberen Talabschnitts wurde durch eine Beschwerde der Gemeinde Aquila verzögert. Nachdem das Bundesgericht im April 2006 die Beschwerde abgewiesen hatte, war der Weg zur Fusion frei. Per 22. Oktober 2006 wurde Campo (Blenio) mit Aquila, Ghirone, Olivone und Torre zur neuen Gemeinde Blenio fusioniert.
Die bisherige Ortsbürgergemeinde Olivone, Campo und Largario blieb auch nach der Fusion der Einwohnergemeinden bestehen. Auch die Fraktion Buttino bildet nach wie vor eine eigenständige Bürgergemeinde.

## Bevölkerung
Einwohnerzahlen: Volkszählungsdaten   1960: Bau Kraftwerkanlagen Luzzone

## Sehenswürdigkeiten
- Pfarrkirche Santi Maurizio und Agata, mit Gemälde Madonna mit Kind[9][10]
- Piccolo museo della Radio e della Fotografia[11][9]
- Im Ortsteil Orsàira: Oratorium San Pietro mit Gemälde San Pietro penitente im Innenraum[9]

## Bildung
- Pfarrei Sant’Agata[12]

## Sport
- Wintersportanlage für Ski, Bob, Schlitten

## Verkehr
Das ehemalige Gemeindegebiet wird durch die Hauptstrasse 416.1 erschlossen, die durch das Tunnel Galleria della Töira ins Valle Santa Maria beim Dorf Olivone führt. Hier schliesst sie an die Hauptstrasse 416 an, die durch das ganze Valle di Blenio führt und am Autobahnanschluss Biasca der A2 endet. Weiterhin befindet sich dort ein Anschluss an die Hauptstrasse 2. Die Dörfer Campo und Ghirone werden von Postautos angefahren.

## Galerie

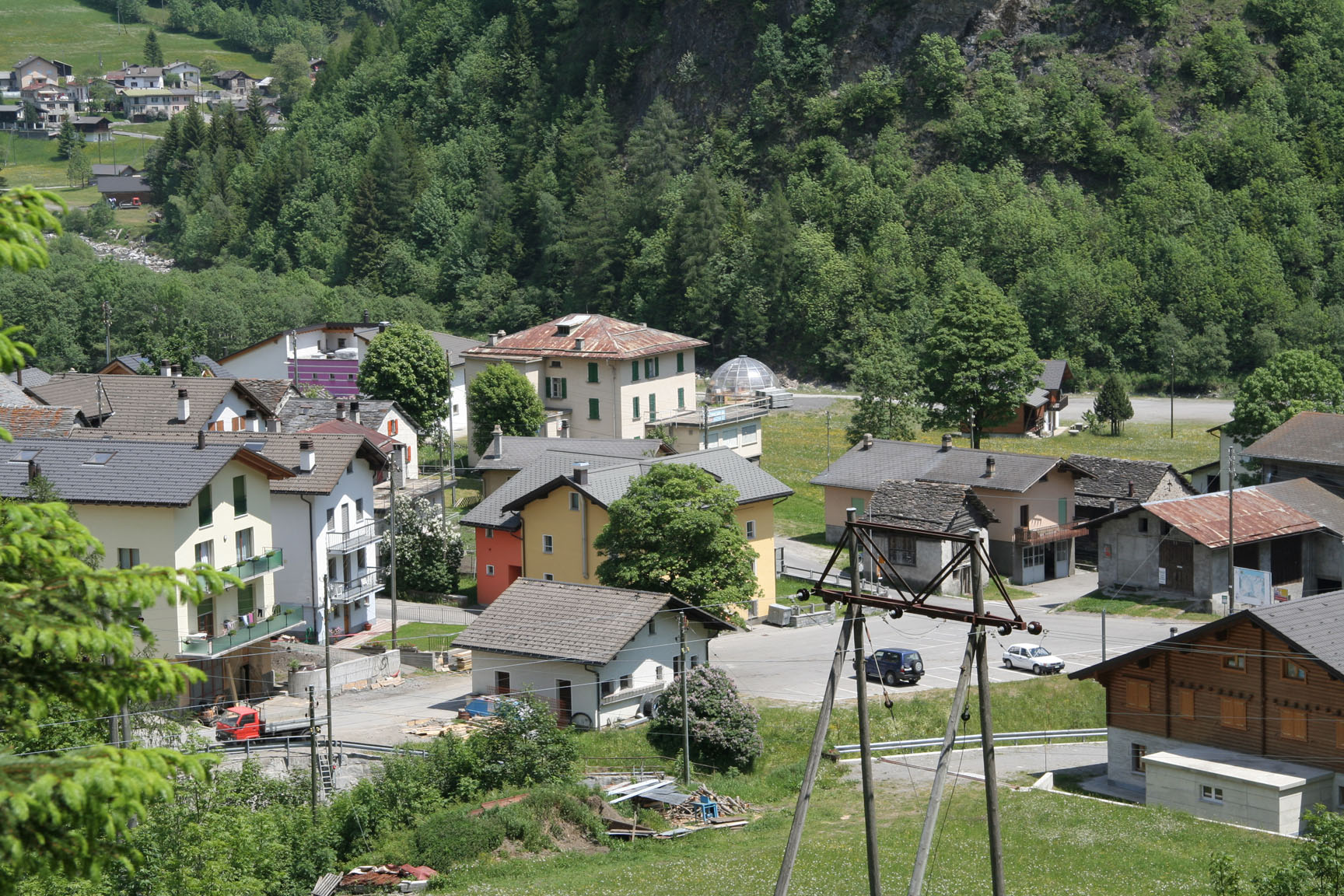
Campo (Blenio) Platz
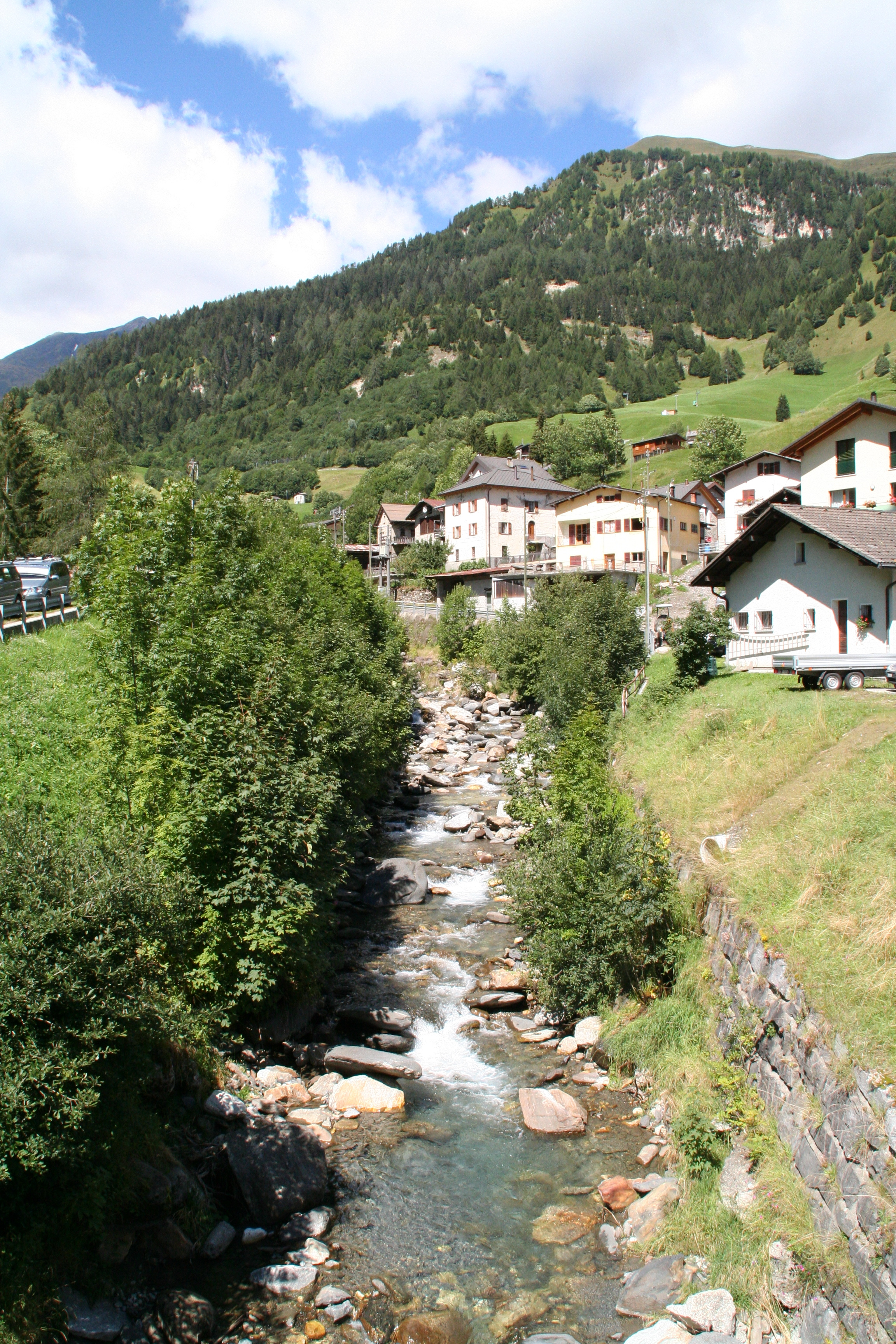
Fluss Brenno in Campo (Blenio)
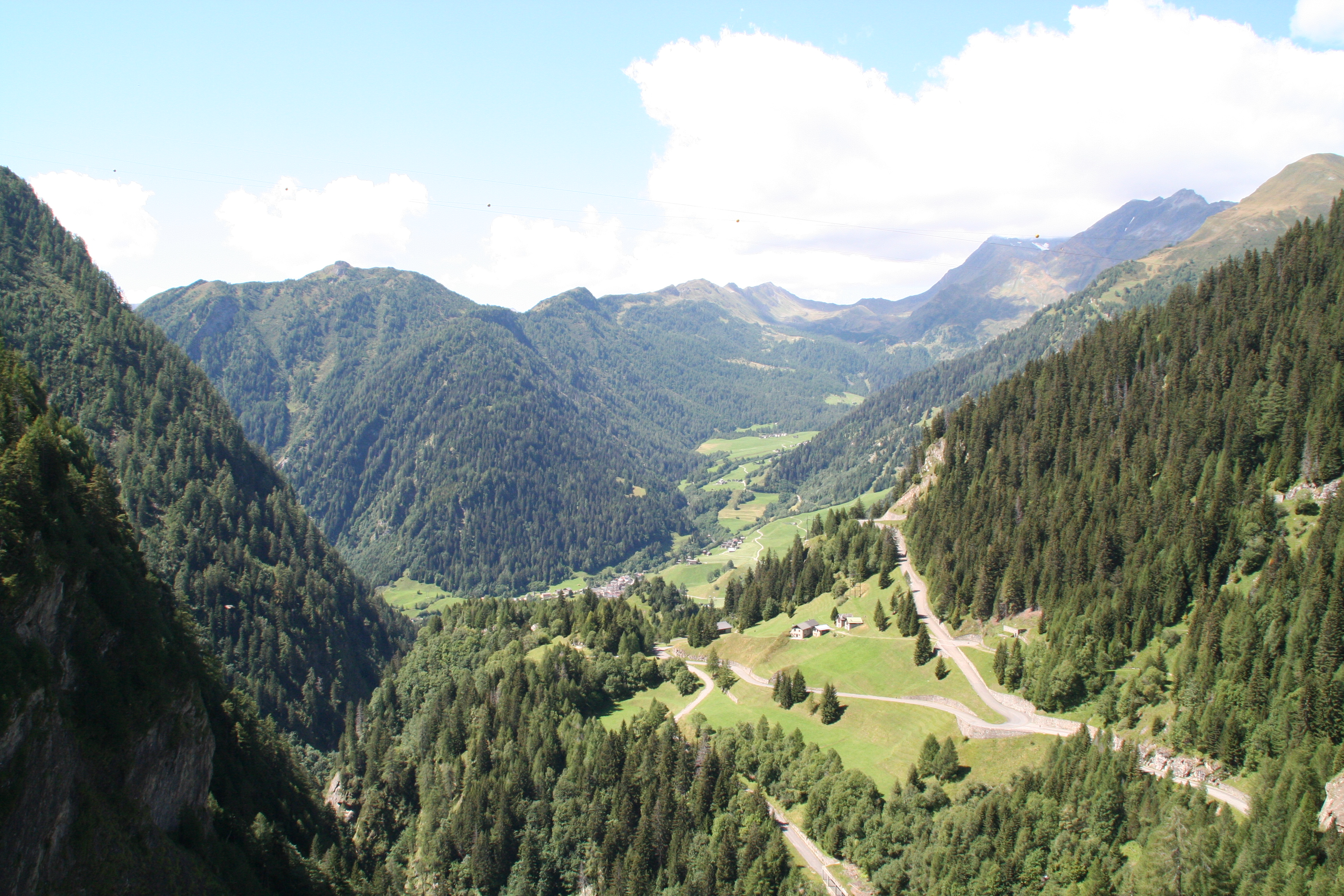
Val di Campo
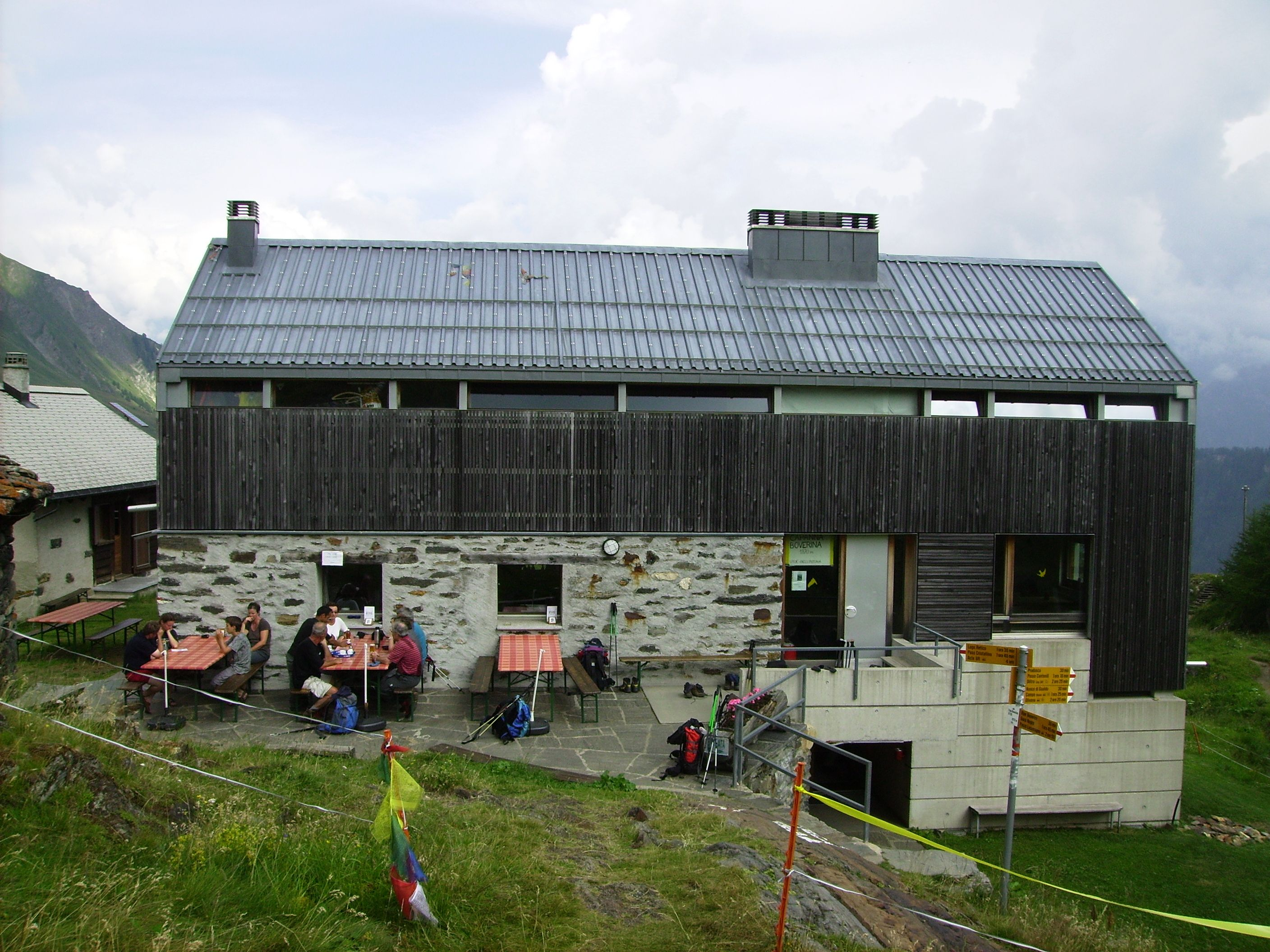
Bovarinahütte

## Persönlichkeiten
- Pietro Broggi (* 1814 in Campo (Blenio); †  nach 1860 in Lima), ein schweizerischer Konditor und Unternehmer[13]
- Gino Parin (Friedrich Pollack) (* 25. August 1876 in Triest; † 9. Juni 1944 im KZ Bergen-Belsen), Maler, Zeichner und Schriftsteller[14][15]
- Fausto Casserini (* 3. Oktober 1913 in Lugano; † 22. Januar 1985 in Lugano), Kunstmaler, Bildhauer, PTT-Mitarbeiter, schuf Zeichnung und Relief, lebte in Campo (Blenio)[16]